# Martin Mach
Martin Mach (* 13. června 1968) je český politik, IT specialista a ekonom, od roku 2006 zastupitel a v letech 2006–2022 starosta města Mšeno na Mělnicku, člen Strany zelených.

## Život
Vystudoval obor matematické metody v ekonomii na Vysoké škole ekonomické v Praze (získal titul Ing.). Před vstupem do politiky pracoval v soukromém sektoru jako specialista v IT a telekomunikačních technologiích.
Martin Mach je ženatý a má tři děti. Žije ve městě Mšeno na Mělnicku. Mezi jeho zájmy patří sporty všeho druhu, příroda a hory.

## Politické působení
Na jaře 2006 se stal členem Strany zelených.
Do komunální politiky vstoupil, když byl ve volbách v roce 2006 zvolen zastupitelem města Mšeno na Mělnicku z pozice lídra kandidátky SZ. Dne 1. listopadu 2006 se stal starostou města. Ve volbách v roce 2010 post zastupitele města obhájil opět jako lídr kandidátky SZ a v listopadu 2010 byl po druhé zvolen starostou města. Také ve volbách v roce 2014 obhájil zastupitelský mandát, když jako člen SZ vedl kandidátku subjektu "Společně pro Mšensko" (tj. SZ a nezávislí). V listopadu 2014 byl po třetí zvolen starostou města. Jeho prioritami jakožto starosty je hospodaření města, životní prostředí a udržitelný rozvoj. Stabilizoval finance města na pokraji krachu a zavedl v něm principy dobrého a udržitelného hospodaření. Své politické schopnosti prokázal například také při plánování rekonstrukce hlavní ulice ve městě, která vyhrála cenu Cesty městy. V listopadu 2015 zase zvítězil s projektem snížení energetické náročnosti mšenské základní školy v kategorii Ekologický projekt roku v prvním ročníku soutěže Komunální politik roku.
V krajských volbách v roce 2008 kandidoval za SZ do Zastupitelstva Středočeského kraje, ale neuspěl. Stejně tak se do krajského zastupitelstva nedostal ani ve volbách v roce 2012. Neuspěl také ve volbách v roce 2016, když kandidoval jako člen SZ za subjekt "SPOLU PRO KRAJ KDU-ČSL, SZ A SNK ED".
Ve volbách do Poslanecké sněmovny PČR v roce 2010 kandidoval za SZ ve Středočeském kraji, ale neuspěl. Do Sněmovny se nedostal ani ve volbách v roce 2013.
Ve volbách do Senátu PČR v roce 2016 kandidoval za SZ v obvodu č. 28 – Mělník. Se ziskem 6,95 % hlasů skončil na 6. místě a do druhého kola nepostoupil.